# Emerson Sheik
Márcio Passos de Albuquerque, auch bekannt als Marcio Emerson Passos, Emerson und Emerson Sheikh (* 6. September oder 6. Dezember 1978 in Nova Iguaçu, Brasilien) ist ein ehemaliger brasilianisch-katarischer Fußballspieler. Zwischen 2009 und 2011 wurde er mit drei verschiedenen Vereinen Meister von Brasilien.
Emerson arbeitet als Fußballkoordinator bei Corinthians São Paulo.

## Karriere
Emerson fing mit 13 Jahren an, bei einem Club aus der Nachbarschaft Fußball zu spielen. Zunächst war Emerson, der sich hochgearbeitet hatte, für den FC São Paulo aktiv. Da der Freund und Fan des Spielers Kaká nicht darauf warten wollte, in die erste Mannschaft zu gelangen, wechselte er nach Japan, um für Consadole Sapporo in der zweiten Liga zu spielen. In der Saison 2000 traf der Stürmer in 34 Spielen 31 mal. Nach der Saison wechselte er zu einem weiteren Zweitligisten, Kawasaki Frontale, wo er seine beeindruckende Bilanz mit 19 Toren in 18 Spielen fortsetzen konnte, so dass er in der Pause der Saison 2001 einen Vertrag bei dem Erstliga-Club Urawa Red Diamonds bekam. Dort spielte er weiter sehr erfolgreich. 2003 gewann er mit Urawa den Ligapokal und wurde er Japans Fußballer des Jahres sowie 2004 Torschützenkönige in der J. League.
Im Sommer 2005 wechselte Emerson nach Katar zu Al-Sadd. 2007 zog er weiter nach Frankreich, wo er sich Stade Rennes anschloss. Zum 1. Januar 2008 ging er zurück zu Al-Sadd und nahm mit dem Verein an der AFC Champions League 2008 teil. Al-Sadd bot ihm an, eingebürgert zu werden, was für andere Berufszweige in Katar normalerweise so gut wie unmöglich ist. Dieses Angebot nahm er an und spielte seitdem drei Mal für die Katarische Fußballnationalmannschaft.
Allerdings gab es am 20. Januar 2006 einen Zwischenfall. Emerson wurde von der brasilianischen Polizei aufgehalten, da er seine Geburtsurkunde gefälscht hatte, um drei Jahre jünger zu erscheinen.
Einen weiteren großen Aufreger gab es im April 2008, als man feststellte, dass er schon einmal für die U20-Nationalmannschaft Brasiliens gespielt hatte (ohne damals schon die Katarische Staatsbürgerschaft zu besitzen) und somit nicht mehr berechtigt war, für Katar zu spielen. Doch er spielte am 26. März 2008 für Katar in der WM-Qualifikation gegen den Irak. Katar gewann 2:0 und das ermöglichte ihnen zuletzt den Einzug in die nächste Qualifikationsrunde. Der Irak schied aus. Die FIFA prüfte die Angelegenheit und entschied, dass der katarische Sportverband unschuldig sei. Man sperrte Emerson für die katarische Nationalmannschaft, das Spielergebnis wurde jedoch aufrechterhalten.
In den Jahren 2009, 2010 und 2011 wurde er mit Flamengo Rio de Janeiro, Fluminense Rio de Janeiro und Corinthians São Paulo brasilianischer Fußballmeister und ist damit der einzige Spieler in Brasilien der dreimal in Serie Meister mit drei verschiedenen Vereinen wurde. Bei der Meisterschaft 2010 mit Fluminense erzielte er dabei am letzten Spieltag eine knappe halbe Stunde vor Spielschluss den Treffer zum alles entscheidenden 1:0-Sieg gegen den Guarani FC aus Campinas. Mit Flamengo gewann er zudem die Staatsmeisterschaft von Rio de Janeiro des Jahres 2009.
2012 gewann er mit Corinthians die Copa Libertadores. Nach einem 1:1 im Final-Hinspiel bei den Boca Juniors in der argentinischen Hauptstadt Buenos Aires erzielte Emerson beim 2:0-Sieg im Rückspiel im heimischen Pacaembu-Stadion in der zweiten Halbzeit beide Treffer.

## Erfolge
Consadole Sapporo
- J2 League: 2000

Urawa Red Diamonds
- J. League Cup: 2003

- Al Ain FC
- UAE Arabian Gulf Super Cup: 2009

Flamengo
- Taça Rio: 2009
- Staatsmeisterschaft von Rio de Janeiro: 2009
- Campeonato Brasileiro de Futebol: 2009

Fluminense
- Campeonato Brasileiro de Futebol: 2010

Corinthians 
- Campeonato Brasileiro de Futebol: 2011, 2015
- Copa Libertadores: 2012
- FIFA-Klub-Weltmeisterschaft 2012
- Staatsmeisterschaft von São Paulo: 2013, 2018
- Recopa Sudamericana: 2013

## Auszeichnungen
- 2000 – Torschützenkönig der J. League Division 2
- 2003 – J. League Fußballer des Jahres
- 2004 – Torschützenkönig der J. League